# Bow Wow
Shad Gregory Moss (Columbus, 1987. március 9. –), művésznevén Bow Wow, korábban Lil Bow Wow amerikai hiphop- és rapelőadó. Első albumát tizenhárom évesen adta ki, akkoriban ő volt a legsikeresebb gyerek rapper. Olyan sztárokkal dolgozott együtt, mint Snoop Dogg, T-Pain vagy Lil Wayne.

## Karrier
Bow Wow tizenhárom évesen adta ki első albumát, a Beware of Dogot. Ez négy számot tartalmazott. Eközben dolgozott a Wild Wild West filmzenéjén is. 2001-ben adta ki második albumát, a Doggy Baget. Ez kétszeres platinalemez lett, és olyan előadók szerepeltek rajta, mint Xscape, Jegged Edge, Da Brat.
2003-ban jelent meg harmadik lemeze, az Unleashed. A nevéből kivette a 'Lil'-t, jelezve ezzel, hogy felnőtt. Így a neve Bow Wow-ra változott. 2005-ben már sok rajongója várta új albumát, a Wantedet. A lemezen szerepelt többek között Snoop Dogg, Ciara és Omarion. Közös számuk után Bow Wow és Ciara pár hónapig kapcsolatban álltak, de végül szakítottak. Az album dupla platinalemez lett.

## Filmográfia
| Év   | Cím                            | Eredeti cím                           | Szerep           |
| ---- | ------------------------------ | ------------------------------------- | ---------------- |
| 2021 | Halálos iramban 9.             | F9                                    | Twinkie          |
| 2021 | Horrorra akadva 5.             | Scary Movie 5                         | Eric             |
| 2010 | Lottószelvény                  | Lottery Ticket                        | Kevin Carson     |
| 2006 | Halálos iramban: Tokiói hajsza | The Fast and the Furious: Tokyo Drift | Twinkie          |
| 2005 | Kavaró korisok                 | Roll Bounce                           | Xavier 'X' Smith |
| 2005 |                                | My Super Sweet 16                     | szereplő         |
| 2004 | Defektes derbi                 | Johnson Family Vacation               | D.J. Johnson     |
| 2002 | Nyeretlenek                    | All About the Benjamins               | Kelly            |
| 2002 | Csodacsuka                     | Like Mike                             | Calvin Cambridge |
| 2001 | Carmen - Egy hiphopera         | Carmen: A Hip Hopera                  | Jalil            |

## Diszkográfia

### Szóló albumok
- Beware of Dog (2000)
- Doggy Bag (2001)
- Unleashed (2003)
- Wanted (2005)
- The Price of Fame (2006)
- New Jack City II (2009)
- Who Is Shad Moss? (TBA)

### Egyéb albumok
- Face Off (with Omarion) (2007)